# Melithaea planoregularis
Melithaea planoregularis is een zachte koraalsoort uit de familie Melithaeidae. De koraalsoort komt uit het geslacht Melithaea. Melithaea planoregularis werd in 1909 voor het eerst wetenschappelijk beschreven door Kükenthal. 